# ルーシェの定理
ルーシェの定理 (仏: Théorème de Rouché、英: Rouché's theorem)は、フランスの数学者であるEugène Rouché (1832年-1920年) が1862年に発表した複素解析における定理であり、留数定理および偏角の原理と密接な関係がある。
定理の主張は、直観的にはやや意味がわかりにくいが、応用面ではかなり強力なツールであり、代数学の基本定理の証明もかなり簡単にできてしまう(後述)。

## 定理
{\displaystyle D\ } を複素平面（ガウス平面）のある単連結な開集合（領域）、{\displaystyle \partial D} をその境界 （ただし、連続曲線であるなど、十分に良い性質を持つものとする）、{\displaystyle K\ } を {\displaystyle D\ } の閉包 （= {\displaystyle D+\partial D\ }） とし、{\displaystyle f(z)\ } および {\displaystyle g(z)\ } を{\displaystyle K\ } 上で定数でない正則な複素関数で、{\displaystyle \partial D\ }上で、{\displaystyle |f(z)|>|g(z)|\ } を満たすとすれば、 {\displaystyle D\ } 内での {\displaystyle f(z)+g(z)\ } と {\displaystyle f(z)\ } の零点の個数 （ただし位数nの零点はn個として数える）は一致する。

### 証明
{\displaystyle \partial D} 上では、{\displaystyle |f(z)|>|g(z)|} という条件から、{\displaystyle |f(z)|>0} であり、
{\displaystyle \log(f(z)+g(z))=\log f(z)+\log(1+g(z)/f(z))}
と書くことができる。
{\displaystyle f(z)} および {\displaystyle g(z)} は {\displaystyle D} で極を持たないので偏角の原理 から {\displaystyle f(z)+g(z)} の {\displaystyle D} 内における零点の個数をnとすれば、
{\displaystyle {\begin{aligned}n&={\frac {1}{2\pi i}}\oint _{\partial D}{\frac {d\log(f(z)+g(z))}{dz}}dz\\&={\frac {1}{2\pi i}}\left[\oint _{\partial D}{\frac {d\log f(z)}{dz}}dz+\oint _{\partial D}{\frac {d\log(1+g(z)/f(z))}{dz}}dz\right]\end{aligned}}}
である。
ここで {\displaystyle \omega \colon K\to \mathbb {C} } を、{\displaystyle \omega (z)=1+g(z)/f(z)} で定義する。前述のように{\displaystyle \partial D} 上では {\displaystyle |f(z)|>0} であり、{\displaystyle f(z)} および {\displaystyle g(z)} は {\displaystyle K} 上で正則であるから、{\displaystyle \omega (z)} は {\displaystyle \partial D} 上で正則である。従って {\displaystyle \omega (z)} による {\displaystyle \partial D} の像を {\displaystyle C} とすれば、 {\displaystyle C} も (連続曲線であるなど) 十分に良い性質を持った曲線である。
上の式の右辺第2項の積分を考えれば、
{\displaystyle \oint _{\partial D}{\frac {d\log(1+g(z)/f(z))}{dz}}dz=\oint _{\partial D}{\frac {d\log \omega }{d\omega }}{\frac {d\omega }{dz}}dz=\oint _{C}{\frac {d\log \omega }{d\omega }}d\omega }
である。結局この式の値は {\displaystyle \log \omega } を {\displaystyle C} 上のある点を始点として {\displaystyle C} に沿って一周した場合の増分になるが、{\displaystyle \partial D} 上では {\displaystyle |f(z)|>|g(z)|} という条件から {\displaystyle C} 上では {\displaystyle \operatorname {Re} \omega } は正であり、 {\displaystyle C} は {\displaystyle \log \omega } の分岐点である {\displaystyle \omega =0} を一周しないので、その値は 0 である。従って、
{\displaystyle n={\frac {1}{2\pi i}}\oint _{\partial D}{\frac {d\log(f(z)+g(z))}{dz}}dz={\frac {1}{2\pi i}}\oint _{\partial D}{\frac {d\log f(z)}{dz}}dz}
が成り立ち、定理の主張のとおりとなる。

## 応用例

### 代数学の基本定理の証明
{\displaystyle f(z)=z^{n}+a_{n-1}z^{n-1}+\cdots +a_{1}z+a_{0}}
を最高次数の係数が 1 の任意の n 次複素数係数多項式とした場合、{\displaystyle f(z)\ } が複素平面上で n 個の零点を持つことを証明する。
{\displaystyle R\ } を正の実数とし、{\displaystyle D=\{z\mid |z|<R\}\ } と置く。また、
{\displaystyle g(z)=a_{n-1}z^{n-1}+\cdots +a_{1}z+a_{0}\ }
{\displaystyle h(z)=z^{n}\ }
と置く。{\displaystyle R\ } を十分大きく取れば {\displaystyle \partial D\ } 上で {\displaystyle |h(z)|>|g(z)|\ } が成立するので、 {\displaystyle D\ } 内における {\displaystyle h(z)\ } と {\displaystyle h(z)+g(z)\ }  (= {\displaystyle f(z)\ } ) の零点の個数は一致し、 {\displaystyle h(z)\ } の形から明らかなように、その値は n となる。